# Асад, Башар
Баша́р Ха́фез аль-А́сад (араб. بشار حافظ الأسد‎; род. 11 сентября 1965[…], Дамаск, Баасистская Сирия) — сирийский государственный, политический и партийный деятель. 18-й президент Сирии (17 июля 2000 — 8 декабря 2024), верховный главнокомандующий вооружёнными силами Сирии и секретарь сирийского регионального отделения партии Баас. Сын предыдущего президента Хафеза Асада, правившего страной с 1971 по 2000 год. Имеет звание маршала.
Избирался на пост президента на безальтернативных выборах в 2000 и 2007 годах, а 3 июня 2014 года переизбрался президентом на первых альтернативных выборах с официальным результатом 88,7 % голосов. Выборы 2014 года проходили в условиях гражданской войны и бойкотировались оппозицией. Результаты были признаны лишь отдельными государствами. В 2021 году по официальным данным набрал 95,1 % голосов на президентских выборах (явка составила 78 %).
В ночь с 7 на 8 декабря 2024 года, на фоне падения Дамаска в результате наступления вооружённой оппозиции, бежал из столицы на самолёте Ил-76Т и прибыл в Москву со своей семьёй, где получил политическое убежище. Власть Асада пала. 29 января 2025 года, по информации в прессе, Переходное правительство Сирии потребовало от России выдачи Асада.
Помимо арабского, владеет также английским и французским языками.

## Ранние годы
Башар Асад родился 11 сентября 1965 года в Дамаске в семье командующего сирийскими ВВС и ПВО, бригадного генерала Хафеза Асада (1930—2000) и его супруги Анисы Махлуф (1929—2016), принадлежащих к религиозному меньшинству алавитов. Его отец происходил из арабского алавитского племени кальбийа, а мать из другого алавитского племени — хаддадин. Когда ему ещё не было пяти лет, его отец в результате переворота занял пост президента Сирии и чуть позже возглавил правящую партию Баас.

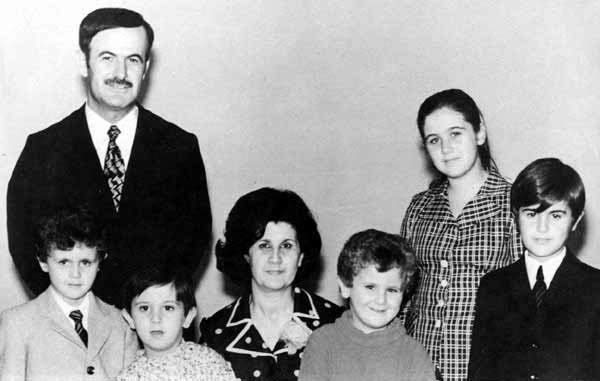
Семья Асадов. Слева направо: Башар, Хафез Асад (отец), Махер (брат), Аниса Махлуф (мать), Маджид (брат), Бушра (сестра) и Басиль (брат), 1970-е гг.

Начальное и среднее образование Башар Асад получил в элитном арабо-французском лицее «Хуррия» в Дамаске. В 1982 году он завершил обучение в лицее и получил степень бакалавра, а в 1988 году с красным дипломом окончил медицинский факультет Дамасского университета по специальности «врач-офтальмолог», после чего работал в военном госпитале Тишрин в пригороде Дамаска.
В 1991 году (по другим данным — в 1992 году) он уехал на стажировку в Великобританию — в офтальмологический центр Western Eye Hospital при больнице Святой Марии, расположенной в районе Паддингтон в Лондоне. За рубежом Асад взял себе псевдоним, чтобы никто не знал, что он сын сирийского президента. Он участвовал в международных научных симпозиумах и предпочитал проводить время в кругу сирийских интеллектуалов. Помимо офтальмологии, Башар увлекался информатикой.
Первоначально своим преемником на посту главы государства Хафез Асад видел своего старшего сына Басиля, но тот погиб в 1994 году в автокатастрофе. Она произошла, когда Башар Асад находился в Лондоне, где учился в ординатуре по специальности офтальмология и глазная хирургия. После гибели брата он вернулся в Сирию. Башар Асад поступил в военную академию в сирийском городе Хомс и в 1995 году в звании капитана уже командовал танковым батальоном, затем возглавлял Республиканскую гвардию. В январе 1999 года ему было присвоено звание полковника.

## Во главе государства (2000—2024)
Хафез Асад, правивший Сирией 30 лет, скончался 10 июня 2000 года от сердечной недостаточности. На следующий день после смерти сирийского лидера исполняющий обязанности президента Сирии первый вице-президент Хаддам присвоил Башару Асаду звание генерал-лейтенанта и назначил его верховным главнокомандующим армии. Сирийский парламент изменил конституцию, снизив минимальный возраст кандидата в президенты с 40 до 34 лет, специально для избрания на эту должность Башара Асада.
20 июня, на съезде правящей партии Баас, Башар Асад был избран генеральным секретарём и выдвинут единственным кандидатом в президенты, а спустя неделю его кандидатура была одобрена парламентом. 10 июля в стране прошёл референдум по вопросу об избрании главы государства, по результатам которого Башар Асад был избран президентом Сирии, набрав 97,29 % голосов. 27 мая 2007 года в Сирии прошёл очередной референдум по переизбранию Асада главой государства. В избирательный бюллетень был включён только один вопрос: «Доверяете ли вы управление страной Башару Асаду до 2014 года?». По результатам референдума Башар Асад был переизбран на второй срок, набрав 97,62 % голосов.

### Внешняя политика

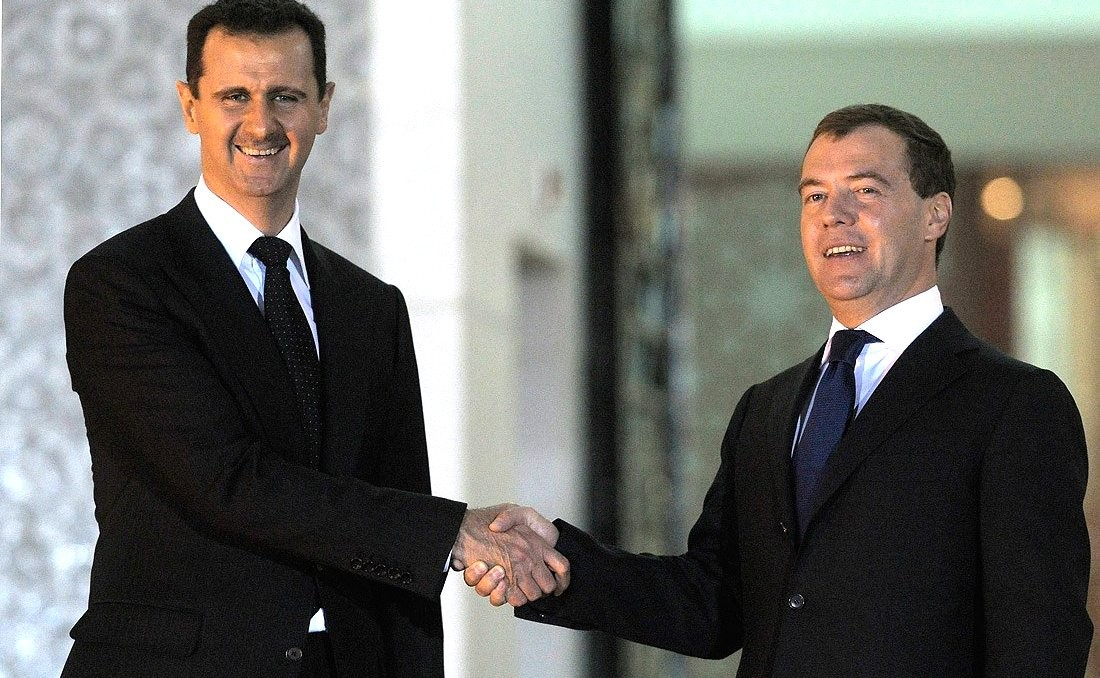
Башар Асад и президент России Дмитрий Медведев, 2010 год

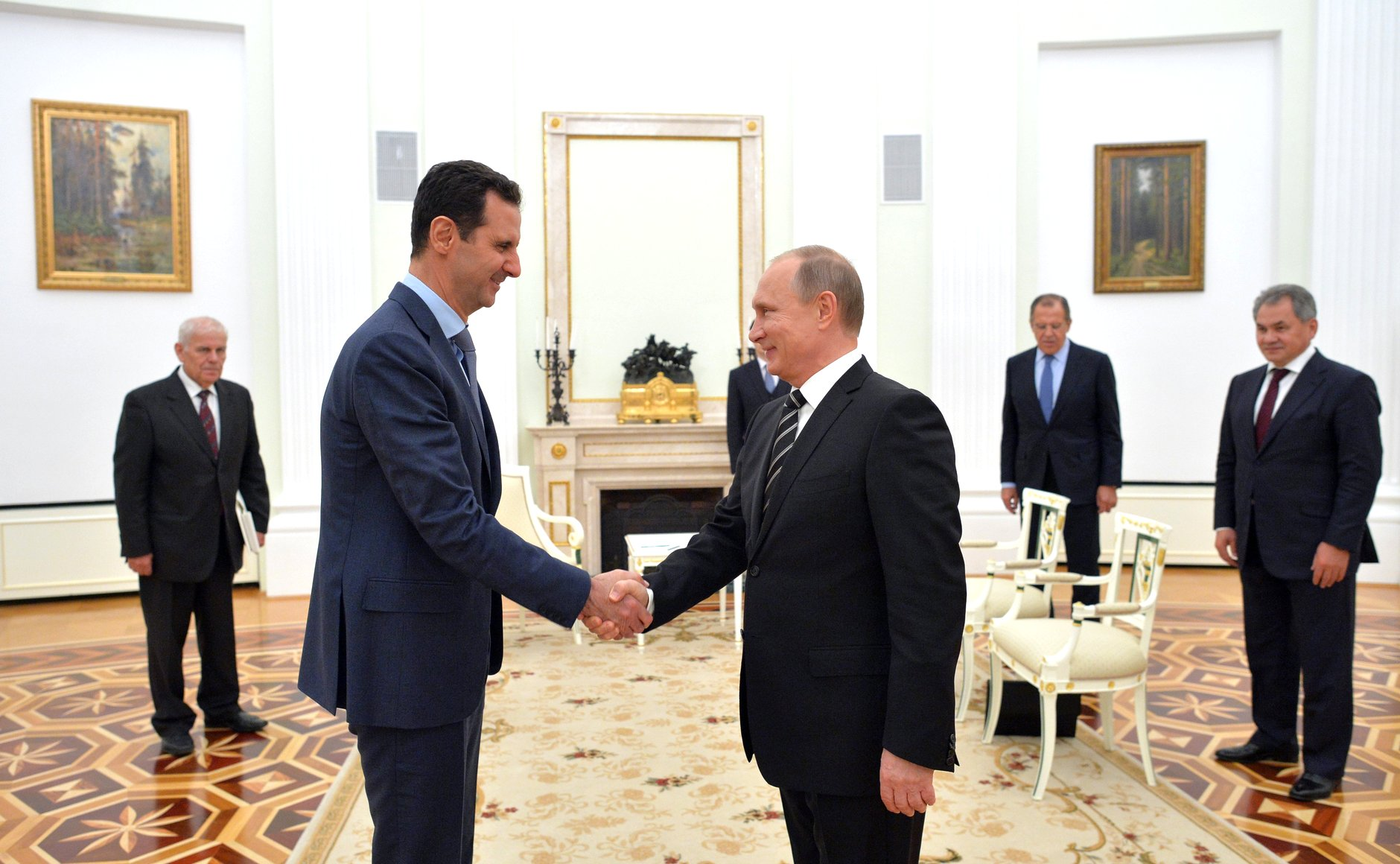
Башар Асад и Президент России Владимир Путин, 20 октября 2015 года

В период правления Хафеза Асада внешняя политика Сирии строилась, прежде всего, в контексте арабо-израильского противостояния и в то же время преследовала цель уменьшить зависимость развития её внутренней политики от внешнего фактора. К тому же в ходе шестидневной войны 1967 года Израиль оккупировал у Сирии Голанские высоты, а попытка при Хафезе Асаде вернуть контроль над высотами в 1973 году окончилась безрезультатно. Придя к власти, Башар Асад подчеркнул, что не отступит от позиции своего отца в вопросах полного вывода израильских войск с оккупированных территорий к границам 1967 года как непременного условия мира.
США, Израиль и западные страны обвиняли Сирию в материально-технической поддержке военизированных групп — противников Израиля («Хезболла», «ХАМАС», «Исламский джихад»), признанных террористическими организациями в ряде стран мира. Хотя Сирия отрицала подобные обвинения, она публично поддерживала эти группировки. Несмотря на публичную поддержку исламского сопротивления в Палестине и Ливане, Башар Асад не отрицал возможность возобновления мирного диалога с Израилем, а в декабре 2003 года он заявил о готовности его страны к возобновлению мирных переговоров с Израилем «с точки, где они остановились», не выдвинув при этом никаких предварительных условий.
Непростые отношения у Сирии складывались и с США. 7 мая 2002 года американская администрация включила Сирию в «ось зла». По приведённым К. Капитоновым сведениям, до войны в Ираке 2003 года Сирия участвовала, в обход запрета Совета Безопасности ООН, в снабжении оружием режима Саддама Хусейна. Во время вторжения США и их союзников в Ирак, ряд высокопоставленных лиц США, таких, как госсекретарь Колин Пауэлл, министр обороны Дональд Рамсфельд и президент Джордж Буш, обвинили Сирию в хранении иракского оружия массового поражения, военной поддержке Ирака, пособничестве терроризму и укрыванию у себя представителей иракского руководства.
Впоследствии США обвиняли Асада в поддержке террора и в послевоенном Ираке.
6 марта 2014 года во время аннексии Крыма Россией Асад направил Владимиру Путину телеграмму, в которой подтвердил «поддержку Сирией рационального миролюбивого курса президента Путина на восстановление стабильности в странах мира и борьбу с экстремизмом и терроризмом». В Генеральной Ассамблее ООН Сирия проголосовала против резолюции о признании крымского референдума незаконным, войдя в число 10 стран, поддержавших Россию.
В феврале 2022 года президент Сирии поддержал вторжение России на Украину.
В марте 2022 года президент совершил первый с 2011 года государственный визит в страны Персидского залива. Эмираты официально признали, что приостановка с 2011 года сирийского членства в Лиге арабских государств была ошибкой. Сирия и ОАЭ восстановили дипотношения в 2018 году.
В мае 2023 года Асад впервые за 12 лет посетил саммит Лиги арабских государств.

### Революция кедров в Ливане
Связи Ливана и Сирии имеют глубокие исторические корни. В середине 1970-х гг. в период правления Хафеза Асада Сирия оказалась втянута в гражданскую войну в Ливане. В 1976 году сирийские войска были введены в Ливан, а в 1982 году в эту страну вторглась израильская армия, что привело к вооружённому столкновению между сирийскими и израильскими войсками. После окончания Гражданской войны израильские войска были выведены из Ливана, но сирийский военный контингент продолжал оставаться на территории соседней страны. Кроме того, со временем Сирия начала контролировать политический процесс в Ливане. Хафез Асад играл ключевую роль в обеспечении прихода к власти в Ливане в 1998 году генерала Эмиля Лахуда.
2 сентября 2004 года Совет Безопасности ООН принял резолюцию № 1559, призвав «все остающиеся в Ливане иностранные силы уйти из этой страны». Ситуация приняла неожиданный оборот, когда 13 февраля 2005 года в результате теракта в Бейруте погиб один из влиятельнейших ливанских политиков, экс-премьер-министр страны Рафик Харири, ранее выступавший против сирийского военного присутствия в стране. Его смерть вызвала многочисленные антисирийские демонстрации с требованием отставки правительства и вывода из страны сирийских войск. Параллельно с этим на саму Сирию оказывалось сильное международное давление. Однако в ливанском обществе были и просирийские настроения. Так, по призыву Хезболлы в стране прошёл митинг в поддержку Сирии, участники которого держали транспаранты «Спасибо, Сирия!» и «Нет — иностранному вмешательству». В конце концов, под давлением демонстраций 28 февраля в отставку ушло просирийское правительство Омара Караме. 26 апреля 2005 года последние сирийские солдаты покинули Ливан, что ознаменовало собой завершение 29-летнего сирийского военного присутствия в Ливане.
Под эгидой ООН, между тем, была создана независимая следственная комиссия по расследованию гибели Рафика Харири, которая в октябре того же года опубликовала доклад, в котором, в частности, указывается, что высокопоставленные официальные лица Сирии и Ливана могли быть причастны к убийству Харири. Сирия категорически отвергла это. В одном из выступлений Башар Асад объявил, что Сирия подверглась международному давлению по причине поддержки ею ряда палестинских и ливанских группировок и из-за позиции его страны против войны в Ираке, обвинив ливанское руководство в том, что Ливан стал «плацдармом для заговоров против Сирии». На фоне этих событий 29 октября 2005 года сирийский президент подписал указ о формировании собственной судебной комиссии по расследованию убийства Харири, но спустя два дня Совет безопасности ООН принял резолюцию по Сирии, предусматривающую введение международных санкций в отношении Дамаска в случае, если тот откажется сотрудничать с комиссией ООН в расследовании гибели экс-премьер-министра Ливана. В конце декабря экс-вице-президент Сирии Абдель Халим Хаддам заявил, что до убийства Харири получал угрозы от сирийского президента и других официальных лиц страны, а 11 января 2006 года Хаддам объявил, что именно Башар Асад отдал приказ убить Рафика Харири. Генпрокуратура Сирии возбудила против экс-вице-президента уголовное дело по обвинению в государственной измене и «соучастии в заговоре внешних сил, направленном на дестабилизацию обстановки» в Сирии.

### Гражданская война
В январе-феврале 2011 года в странах арабского мира прокатилась волна демонстраций и протестов, вызванных разными причинами, но направленных главным образом против правящих властей. 15 марта в Дамаске прошла демонстрация с требованием реформ. Толчком к волнениям в Сирии послужило задержание полицией в Даръа группы подростков, расписывавших здания антиправительственными лозунгами. 18 марта в Даръа началось антиправительственное выступление, для разгона которого органы безопасности применили силу, что привело к жертвам среди протестующих. 30 марта Башар Асад обратился с речью к парламенту и народу своей страны, в котором заявил, что беспорядки в стране были спровоцированы из-за рубежа и что страна продолжит проведение политических и экономических реформ.
С самого начала конфликта Башар Асад, стремясь стабилизировать ситуацию, пошёл на многие уступки как в политической, так и в экономической и общественной сферах. В начале апреля он издал распоряжение о предоставлении курдскому меньшинству страны сирийских паспортов, затрагивающее около 300 тыс. человек. Курды, населяющие северо-восток Сирии, ещё до прихода к власти партии Баас, в 1962 году были признаны иностранцами по причине того, что они переселились туда из соседней Турции. Другим своим актом Асад отменил действующий с 2010 года запрет на ношение женщинами в учебных заведениях никабов. 21 апреля президент подписал указ об отмене в стране чрезвычайного положения, действовавшего с 1963 года. Однако антиправительственные выступления не прекращались, а распространялись на всё новые города и населённые пункты. 25 апреля армейские части блокировали Даръа, после чего солдаты при поддержке бронетехники вошли в город. Начиная с этого времени для борьбы с «террористическими элементами» и восстановления порядка сирийское руководство стало подключать армейские силы, направляя их в охваченные волнениями сирийские города.

На фоне разразившегося в стране внутриполитического кризиса Сирия столкнулась с международным давлением со стороны ряда иностранных государств, требовавших прекращения кровопролития и отставки главы государства. 18 мая 2011 года США ввели санкции против Башара Асада и ещё шести сирийских должностных лиц. Спустя пять дней аналогичные санкции против сирийского президента и 13 высокопоставленных чиновников ввёл Европейский союз, наложив запрет на посещение ими стран ЕС и заморозив их активы. Родной дядя и критик сирийского руководства, экс-вице-президент Рифат Асад, предпринявший в 1980-х годах попытку захватить власть в стране, также заявил, что Башар Асад не сможет остаться у власти.
В течение последующих месяцев обстановка в стране продолжала оставаться сложной. 29 июля на сторону оппозиции перешёл полковник Риад аль-Асад, объявивший о создании Свободной армии Сирии. 2 октября сирийские оппозиционеры сформировали в Стамбуле Национальный совет, направленный на свержение режима Асадов. 12 ноября ЛАГ приостановила членство Сирии в организации, а 27 ноября ввела в отношении неё экономические санкции, отчаявшись добиться от Асада прекращения насилия. Это вызвало нападения на диппредставительства арабских государств в сирийских городах. Спустя время Башар Асад в интервью Sunday Telegraph описал события в стране как борьбу между исламизмом и светским панарабизмом.
26 февраля в Сирии прошёл референдум по проекту новой конституции, за которую проголосовало 89,4 % принявших участие в голосовании жителей страны. Оппозиция бойкотировала голосование. Новая конституция предусматривает собой отмену положения о руководящей роли партии Баас, правящей с момента переворота 1963 года, и введение многопартийной системы. 7 мая впервые за полвека в стране состоялись парламентские выборы на многопартийной основе.
Сирийская оппозиция неоднократно обвиняла правительственные войска в применении химического оружия в ходе боевых действий. Подобные обвинения систематически выдвигались в 2012, 2013 и 2014 годах. Власти Сирии отвергают данные обвинения, иногда выдвигая аналогичные в адрес оппозиции (различные версии и взаимные обвинения см. здесь).
Сирийская свободная армия в сентябре объявила награду в размере 25 млн долларов тому, кто сдаст президента Башара Асада живым или мёртвым. 11 ноября в столице Катара Дохе сирийскими оппозиционными группами была провозглашена Национальная коалиция сирийских революционных и оппозиционных сил с целью объединения всех фракций, выступающих против сирийского лидера и за его свержение. Вместе с тем, в рядах сирийской вооружённой оппозиции всё больше стали набирать вес радикальные исламистские группировки, представленные в основном иностранными добровольцами из числа суннитов (в правление Хафеза Асада в 1976—1982 гг. исламисты, главным образом Братья-мусульмане, уже пытались вооружённым путём свергнуть тогдашнее правительство — прим.). В докладе Комиссии ООН (во главе с Пауло Пинейро) по соблюдению прав человека, представленном в декабре того же года, сообщалось, что «конфликт стал носить откровенно сектантский характер». Член Комиссии по расследованию нарушений прав человека в Сирии Карен Абузейд в свою очередь заявила, что, «чувствуя угрозу и под огнём, этнические и религиозные меньшинства всё чаще присоединяются к сторонам конфликта, углубляя сектантские разногласия».
6 января 2013 года, во время своего выступления в зале оперного театра, Башар Асад представил свой план по урегулированию конфликта: «Первым этапом выхода из кризиса должно стать обязательство иностранных государств о прекращении финансовой поддержки террористов. На втором этапе — созыв правительственной конференции по национальному диалогу. Третьим — создание нового правительства и объявление всеобщей амнистии». Инициатива президента не была поддержана ни оппозицией, ни странами Запада и генсеком ООН. К весне сирийской армии удалось добиться некоторых успехов в боях против вооружённой оппозиции. 5 июня армия при поддержке ливанского шиитского военизированного движения Хезболла взяла стратегически важный город Эль-Кусайр на границе с Ливаном. Спустя четыре дня сирийские войска начали крупномасштабную военную операцию «Северная буря» по восстановлению контроля над провинцией Алеппо. На фоне успехов правительственных сил Евросоюз отменил оружейное эмбарго против Сирии, что предоставило возможность оказывать военную помощь повстанцам. Участие же ливанской группировки Хезболла на стороне сирийских властей вызвало большое возмущение у сил, симпатизирующих или оказывающих поддержку повстанцам. 14 июня саудовский проповедник Мухаммад бен Абдельрахман аль-Арифи на молитве в Каире призвал египтян принять участие в борьбе против президента Сирии Башара Асада. Группа суннитских клириков выступила в тот день с заявлением, призывающим к джихаду против сирийского режима. На следующий день Египет разорвал дипломатические отношения с Сирией.
После того как в августе 2013 года в одном из пригородов Дамаска произошли атаки с применением химического оружия, ряд государств тут же обвинили в этом правительственные войска и выступили с инициативой проведения военной операции против Сирии. Данное обстоятельство обострило и без того непростую международную обстановку вокруг страны. Предотвращению военного удара по Сирии способствовала договорённость, предложенная международным сообществом по инициативе России, о присоединении Сирии к конвенции о запрещении химического оружия и уничтожению запасов ОМП. 13 сентября Башар Асад подписал указ о присоединении своей страны к конвенции по запрещению химоружия.
В 2014 году Асад официально не объявлял о своих планах на грядущие выборы, но многие комментаторы не исключали, что именно он станет основным кандидатом.
Позже, в том же январе в ходе встречи с российскими парламентариями в Дамаске Башар Асад заявил о намерении переизбираться на новый президентский срок в 2014 году.
14 апреля 2014 года на встрече с преподавательским составом и аспирантами факультета политических наук Дамасского университета Асад заявил о наступлении «переломного момента» в гражданской войне, подчеркнув последние успехи армии в борьбе с оппозицией и начавшийся процесс национального примирения
28 апреля о выдвижении кандидатуры Башара Асада сообщил в прямом эфире государственного телевидения спикер парламента Мохаммед аль-Ляхам, что вызвало ликование в Дамаске на площадях Хиджаз и Наджме, а также в Латакии, Тартусе и других городах. Процедура утверждения кандидатов заняла несколько дней, и в итоге Конституционный суд Сирии зарегистрировал трёх кандидатов на пост президента страны. Ими оказались: Башар Асад, депутат от Партии народной воли блока Народный фронт за перемены и освобождение Махер Абдель Хафиз Хаджар и глава Национальной инициативы за реформы Хассан Абдель Илляхи ан-Нури.
По итогам выборов, состоявшихся 3 июня, на следующий день спикер Народного совета Сирии Мохаммад аль-Лахам в телеобращении заявил, что «Башар Асад становится президентом Сирии, набирая абсолютное большинство голосов на выборах», а именно 88,7 % (10,2 млн человек). Отмечалось, что официально заявленное число проголосовавших за Асада при переводе в проценты очень близко к округлённому до десятых долей процента, что может свидетельствовать о фальсификации.
2 мая 2021 года Башар Асад подписал указ о всеобщей амнистии. Помилование распространялось на преступления, совершённые до 2 мая.

### Обвинения в военных преступлениях
По утверждению ФБР, по крайней мере 10 европейских граждан, задержанных во время гражданской войны в Сирии, подверглись пыткам со стороны режима Асада. Таким образом, считает агентство, Асад потенциально уязвим для преследования со стороны отдельных европейских стран за военные преступления, совершённые во время его правления. Стивен Рапп, посол США по особым вопросам, полагал, что преступления Асада являются наихудшими со времён нацистской Германии; в марте 2015 года Рапп предположил, что дело против Асада окажется «намного перспективнее», чем дела против Слободана Милошевича в Сербии или Чарльза Тейлора в Либерии, оба из которых были обвинены международными трибуналами.
В интервью Би-би-си в феврале 2015 года Асад назвал «ребячеством» обвинения в том, что Военно-воздушные силы Сирии используют бочковые бомбы, заявил, что его силы никогда не использовали бомб, и опроверг также использование «кастрюльных» бомб; Джереми Боуэн, редактор BBC на Ближнем Востоке, который проводил интервью, позже описал заявления Асада о бочковых бомбах как «заведомо не соответствующие действительности». Утверждается, что использование авиацией Сирии таких бомб хорошо задокументировано. В марте 2015 года организацией «Врачи за права человека» был опубликован доклад, в котором утверждается, что режим Асада несёт ответственность за большинство из 600 погибших с начала гражданской войны в Сирии медицинских работников — 88 % зарегистрированных атак на больницы и 97 % убийств медицинских работников были отнесены к силам Асада.
В 2015 году «Комиссией по международному правосудию и подотчётности» (CIJA), состоящей из следователей и экспертов-юристов, которые ранее работали в военных трибуналах по бывшей Югославии и Руанде и для Международного уголовного суда, в сотрудничестве с командой из 50 исследователей из сирийской оппозиции, высказано, что доказательства, собранные за последние три года позволяют, по мнению Комиссии, обвинить Асада и 24 старших членов его режима. В докладе НПО «Сирийская сеть по правам человека» от 2015 года утверждается, что 49 из 56 крупных массовых убийств, имевших черты «сектантских или этнических чисток», были проведены режимом Асада. В сентябре того же года Франция начала расследование предполагаемых преступлений режима Асада. Подобные обвинения в декабре 2013 года звучали и из уст Верховного комиссара ООН по правам человека Нави Пиллай, однако официальный Дамаск их отверг.
В январе 2019 года глава МИД Франции Жан-Ив Ле Дриан заявил о том, что президент Сирии Башар Асад должен иметь возможность участвовать в выборах, которые необходимы для урегулирования конфликта в его стране. Ле Дриан заявил, что Париж продолжит выступать за политическое решение сирийского конфликта.
В 2020 году турецкое агентство Anadolu составило свой перечень военных преступлений в Сирии, которые, по мнению Турции, совершили правительственные силы, и опубликовало «список головорезов» президента Башара Асада (среди них, помимо самого Асада, сотни военнослужащих и сотрудников сил госбезопасности, в том числе младший брат президента Махер Асад, командующий республиканской гвардией).
15 ноября 2023 года суд во Франции выдал международный ордер на арест Башара Асада, причиной послужило обвинение в применении химического оружия в 2013 году и соучастие в военных преступлениях по делу о гибели 1400 человек во время атаки сирийской армии около Дамаска. Помимо президента, выданы ордера на арест его брата, командующего Республиканской гвардией Сирии Махера Асада, генерала Гасана Аббаса, директора отделения 450 Центра научных исследований и Бассама аль-Асада, главы службы безопасности президента. Их подозревают в преступлениях против человечности.

### Наступление оппозиции и бегство Асада (2024)
27 ноября 2024 года оппозиционные группировки Сирии во главе с Сирийской национальной армией и отрядами «Хайят Тахрир аш-Шам» начали наступление на правительственные силы в ответ на обстрелы западной части провинции Алеппо. 29 ноября повстанцы вошли в город Алеппо во время предполагаемого пребывания Асада в Москве. В ответ на это сирийская армия предприняла попытку контрнаступления. 30 ноября повстанцы снесли статую Басиля Асада, старшего брата Башара Асада. В тот же день они заявили о продвижении в Идлибе. Спустя несколько дней, 5 декабря антиправительственным силам удалось проникнуть в город Хама. Сразу после этого боевики направились в Хомс. Утром 7 декабря правительство Ирана начало эвакуацию своих дипломатов и военных из Сирии. В тот же день исламисты достигли северных окраин города Хомс, начались бои.
Вечером 7 декабря ряд источников сообщил, что повстанцы подошли к столице Сирии Дамаску. На фоне успехов сирийской оппозиции официальные лица Египта и Иордании посоветовали Асаду покинуть Дамаск. Канцелярия президента следом опровергла информацию о том, что Башар Асад покинул столицу. Тем же вечером слова поддержки Асаду высказал министр иностранных дел России Сергей Лавров.
Ранним утром 8 декабря стало известно о том, что самолёт, на котором предположительно вылетал из Дамаска Башар Асад, пропал с радаров. Тогда же сирийским офицерам сообщили о победе повстанцев. В 8:35 по сирийскому времени представители оппозиции выступили на телевидении Сирии с заявлением о свержении Асада. Тем же утром была снесена статуя Хафеза Асада.
Уже днём несколько новостных изданий, в том числе Reuters, вышли с заявлением о том, что самолёт Асада мог быть сбит оппозиционными силами. В 8 часов вечера по московскому времени агентство ТАСС сообщило, что Асад получил убежище в России.

## В изгнании (с 2024)
Вечером 8 декабря 2024 года было подтверждено, что Башар Асад прибыл в Москву со своей семьёй, официально получив убежище. Переезд в Москву обсуждался и ранее, ещё в 2012 году, когда встал вопрос об уходе Асада.
16 декабря вышло первое заявление Асада после потери контроля над государством. В нём он заявил, что его «отъезд из Сирии не был запланирован и не произошел в последние часы боев, как утверждали некоторые», в Дамаске он оставался «до начала воскресенья, 8 декабря». По его словам, Россия организовала его эвакуацию, и вопросы об убежище ранее не поднимались.
29 января 2025 года, по информации в прессе, новые власти Сирии потребовали от России выдачи Асада.

## Личная жизнь

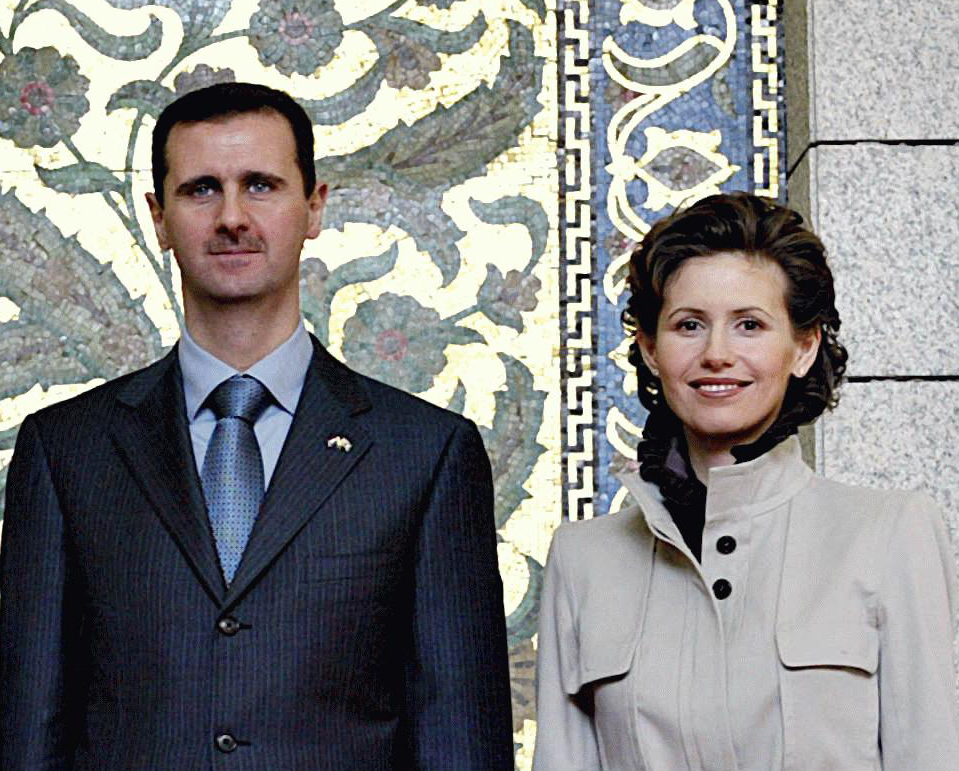
Башар и Асма аль-Асад, 2003 год

### Семья
1 января 2001 года Башар Асад женился на имеющей двойное гражданство — британское и сирийское — Асме аль-Ахрас, происходившей из влиятельной в городе Хомс суннитской семьи. Её отец Фавваз Ахрас — известный сирийский кардиолог. Башар влюбился в неё во время пребывания в Англии.
В этом браке в 2001 году у них родился сын Хафез, в 2003 году — дочь Зейн, а в 2004 году ещё один сын — Карим.
В 2023 году старший сын президента Сирии Хафез Асад закончил магистратуру мехмата МГУ с красным дипломом. 29 ноября 2024 года в МГУ прошла защита диссертации на соискание учёной степени кандидата физико-математических наук.
В декабре 2024 года, после бегства в Россию, Асма аль-Асад, у которой есть британское гражданство, подала на развод, чтобы иметь возможность уехать в Великобританию для лечения. Также сообщалось о заморозке активов Асада. Пресс-секретарь президента России Дмитрий Песков отверг эту информацию.

### Другие родственники
Башар Асад являлся третьим ребёнком в семье Хафеза Асада и его жены Анис. Кроме него, в семье были ещё четыре мальчика: старший брат Басиль, младшие Махер, Маджид и Джамиль, а также старшая сестра Бушра.
Муж сестры генерал-майор Асеф Шаукат в период правления Башара Асада являлся главой военной разведки, начальником штаба армии и заместителем министра обороны. Он погиб в 2012 году в результате теракта в период гражданской войны в Сирии. Двоюродный брат по материнской линии Хафиз Махлуф занимал должность главы следственного аппарата Службы общей разведки Сирии до сентября 2014 года.

## Награды

### Сирийские
- Орден Омейядов 1-го класса, ордена, медали[133].

### Иностранные

#### Государственные
- Орден Почётного легиона степени кавалера Большого креста (Франция, 2001)[134]. Вручён президентом Франции Жаком Шираком в Елисейском дворце во время визита Асада в Париж[135]. В 2018 году в канцелярии президента Франции и Великого магистра ордена[фр.] Эмманюэля Макрона заявили о начале процедуры лишения Асада награды[136][137][138], после чего министерство иностранных дел Сирии[англ.] через посольство Румынии в Дамаске вернуло орденские знаки Франции, отметив в соответствующем сообщении, что «для президента Асада не является честью носить награду режима, находящегося в рабстве у США и поддерживающего террористов в Сирии»[139][140][141].
- Орден Дружбы (Россия, 2002)[источник не указан 739 дней]
- Орден князя Ярослава Мудрого I степени (Украина, 20 апреля 2002) — за выдающийся личный вклад в развитие украинско-сирийских отношений[142]. Вручён президентом Украины Леонидом Кучмой во время визита в Дамаск[143]. После обсуждения данного факта украинской общественностью, в 2015 году в правительстве Украины отметили, что аннулирование награждения невозможно по украинскому законодательству[144].
- Орден Заида с цепью (Объединённые Арабские Эмираты, 2008)[145][146]. Вручён президентом ОАЭ Халифой ибн Зайдом Аль Нахайяном во время визита Асада в Абу-Даби[147][148].
- Орден Короля Абдель-Азиза с цепью (Саудовская Аравия, 2009)[149]. Вручён королём Саудовской Аравии Абдаллой ибн Абдул-Азизом Аль Саудом, хранителем двух святынь во время визита в Дамаск[150][151].
- Орден Белой розы Финляндии степени кавалера Большого креста со звездой (Финляндия, 2009)[152]. Вручён президентом Финляндии Тарьей Халонен во время визита в Дамаск[153][154][155].
- Орден Южного Креста с Большой цепью (Бразилия, 2010)[156]. Вручён президентом Бразилии Лулой да Силвой во время визита Асада в Бразилиа[157]. В 2018 году на рассмотрение Палаты депутатов Национального конгресса Бразилии был внесён законопроект о аннулировании указа о награждении[158].
- Орден Освободителя I класса с Большой лентой (Венесуэла, 2010)[159][160]. Вручён президентом Венесуэлы Уго Чавесом во время визита Асада в Каракас[161][162].
- Орден Исламской Республики[англ.] (Иран, 2010)[163][164][165]. Вручён президентом Ирана Махмудом Ахмадинежадом во время визита Асада в Тегеран[166][167][168].
- Национальный орден Кедра с Большой лентой (Ливан, 2010)[169][170]. Вручён президентом Ливана Мишелем Сулейманом во время визита Асада в Бейрут[171][172].
- Орден «За заслуги перед Итальянской Республикой» с Большим крестом с большой лентой (Италия, 2010)[173][174]. Вручён во время визита президента Италии Джорджо Наполитано в Дамаск[175][176]. В 2012 году группа членов Сената Италии обратилась к председателю Совета министров Италии с просьбой аннулировать указ о награждении[177][178], заместитель министра иностранных дел Италии Стаффан де Мистура сообщил о начале соответствующей процедуры[179], сирийские власти вернули знаки отличия ордена[180], а затем Асад был официально лишён награды[181].
- Орден «Уацамонга» (Южная Осетия, 30 мая 2018) — в знак признания выдающегося вклада в поддержку государственной независимости Республики Южная Осетия, в развитие южноосетинско-сирийского сотрудничества, в утверждение принципов свободы, справедливости и равенства прав всех наций и народов и проявленное при этом мужество[182].
- Орден «Честь и слава» I степени (Абхазия, 4 сентября 2018) — за большие заслуги в признании государственной независимости Республики Абхазия, укреплении мира, дружбы и сотрудничества между Абхазией и Сирийской Арабской Республикой[183].

#### Династические
- Орден Франциска I степени кавалера Большого креста (Бурбонский дом Обеих Сицилий, 2004)[184]. Вручён Карло Бурбон-Сицилийским, герцогом Калабрийским во время визита в Дамаск[185][186][187][188].
- Константиновский орден Святого Георгия с золотой медалью «За заслуги» (Бурбонский дом Обеих Сицилий, 2004)[184]. Вручён Карло Бурбон-Сицилийским, герцогом Калабрийским во время визита в Дамаск[185][188].

#### Конфессиональные
- Орден Святого Григория Просветителя[арм.] (Армянская апостольская церковь, 2009)[189]. Вручён Католикосом всех армян Гарегином II во время визита Асада в Ереван[190][191][192][193].

#### Общественные
- Национальная премия «Имперская культура» имени Эдуарда Володина в номинации «События. Подвиги. Люди» (2011)[194]